# The High Cost of Free Parking
 (novembre 2024).
The High Cost of Free Parking (Le Coût élevé du stationnement gratuit) est un livre sur l'urbanisme écrit par Donald Shoup, traitant des coûts externes du stationnement gratuit pour la société. Il critique la planification et la réglementation du stationnement et recommande qu'il soit valorisé en fonction de sa juste valeur marchande. Il s'inspire de la philosophie georgiste de Shoup.
Le livre a été publié en anglais en 2005 par l'American Planning Association et Planners Press. Il n'est pas traduit en français,.

## Contenu
The High Cost of Free Parking commence par une discussion sur l'histoire de l'automobile et du stationnement, ainsi que sur l'augmentation constante des taux de possession de véhicules au fil du temps. Shoup soutient que le stationnement constitue un exemple classique du problème de la tragédie des biens communs, où les conducteurs se disputent des places de stationnement public rares et consomment du temps et des ressources à les chercher.
Shoup critique ensuite l'Institute of Transportation Engineers (en) pour sa méthode de détermination des taux de génération de stationnement et de la quantité de stationnement nécessaire pour certains usages du sol. Il reproche notamment l'extrapolation basée sur des données limitées et l'absence de prise en compte de facteurs comme les transports publics, ce qui, selon lui, conduit à des taux inexacts. Il conclut que les méthodes utilisées pour déterminer ces taux relèvent de la pseudoscience, car elles semblent scientifiques mais sont souvent arbitraires selon son analyse.
Shoup aborde également le coût de construction et d'entretien du stationnement, ainsi que les différences entre le stationnement public et privé d'un point de vue de planification. Il examine plusieurs études de cas issues de villes du monde entier et s'intéresse aux coûts liés au temps passé à chercher une place de stationnement, qu'il qualifie de "croisière".
Shoup conclut son ouvrage par un certain nombre de recommandations. Il décrit les méthodes par lesquelles les gouvernements peuvent collecter des revenus provenant du stationnement et concevoir des parcmètres et des systèmes qui répondent aux signaux de prix. Enfin, il propose trois principales réformes pour améliorer les politiques de stationnement : faire payer des prix de marché équitables pour le stationnement en bordure de rue, réinvestir les revenus du stationnement dans les quartiers pour des projets communautaires, et supprimer les exigences de stationnement hors voirie pour les nouveaux projets de développement.